# Heinrich Swoboda (Althistoriker)
Heinrich Swoboda (* 15. Oktober 1856 in Wien; † 13. Juni 1926 in Prag) war ein österreichischer Althistoriker.

## Leben
Swoboda stammte aus einer Offiziersfamilie und besuchte bis 1874 das benediktinische Stiftsgymnasium in Kremsmünster. Nach der Maturitätsprüfung begann er ein Geschichtsstudium an der Universität Wien, u. a. bei Max Büdinger, Otto Benndorf und Otto Hirschfeld. 1879 wurde Swoboda in Wien promoviert und ging zu weiteren Studien an die Berliner Universität, wo er Schüler Theodor Mommsens und Adolf Kirchhoffs wurde. Im Winter 1881/1882 hielt er sich in Athen auf und bildete seine epigraphischen Kenntnisse unter Leitung Ulrich Köhlers weiter.
1883 wurde Swoboda an der Universität Prag aufgrund seines Erstlingswerks über Thukydides und weiterer Arbeiten habilitiert und lehrte ab April 1884 als Privatdozent. Den Winter 1886/87 verbrachte er in Rom. 1891 wurde er in Prag Extraordinarius für Alte Geschichte, 1899 Ordinarius für griechische Altertumskunde und Epigraphik, außerdem Mitdirektor (1911 Direktor) des Seminars für klassische Archäologie und Epigraphik. Swoboda leitete die althistorische Forschung an der Prager Universität, deren Rektor er 1914/15 war, über den Zusammenbruch des alten Österreich hinaus bis zu seinem Tod 1926. Rufe an die Universitäten Halle und Graz lehnte er ab.
Swobodas Forschungsschwerpunkte waren die griechische Geschichte und Epigraphik, insbesondere die Staatsverwaltung und das Staatsrecht. Seine Arbeiten galten etwa den griechischen Volksbeschlüsse oder der seinerzeit neu gefundenen, Aristoteles zugeschriebenen Athenaion politeia. 1902 leitete er eine archäologisch-epigraphische Forschungsreise durch Kleinasien. Swoboda war ordentliches Mitglied des Österreichischen Archäologischen Instituts sowie korrespondierendes Mitglied des Deutschen Archäologischen Instituts und der Akademie der Wissenschaften in Wien und Göttingen. Er war außerdem 1891–1900 Mitbegründer und der Geschäftsleiter der Gesellschaft zur Förderung deutscher Wissenschaft, Kunst und Literatur in Böhmen.

## Schriften (Auswahl)
- Thukydideische Quellenstudien. Innsbruck 1881.
- Die Überlieferung der Marathonschlacht. Wien 1884.
- Die griechischen Volksbeschlüsse. Epigraphische Untersuchungen. Teubner, Leipzig 1890 (Digitalisat).
- Zu den Urkunden von Pergamon. In: Rheinisches Museum für Philologie. Neue Folge, Band 46, 1891, S. 497–510 (Digitalisat).
- Die neugefundene Schrift des Aristoteles vom Staate der Athener. Prag 1893.
- Die athenischen Beschlüsse zu Gunsten der Samier. Prag 1893.
- Griechische Geschichte. Göschen, Leipzig 1896 (Digitalisat; 4. Auflage 1914; durchgesehener Neudruck 1921).
- Beiträge zur griechischen Rechtsgeschichte. Böhlau, Weimar 1905 (Digitalisat).
- mit Georg Busolt: Griechische Staatskunde. 2. Hauptteil: Darstellung einzelner Staaten und der zwischenstaatlichen Beziehungen (= Handbuch der Altertumswissenschaft. Abteilung 4, Band 1,2). C. H. Beck, München 1926 (Nachdruck 1979, ISBN 3-406-01360-0).